# تواسم مشتق
التَوَاسُم المُشْتَق أو اِشتِقَاق السِمَات (بالإنجليزية: Apomorphy)‏ (سمة مشتقة) هي سمة تطورية جديدة تنفرد بها نوع معين وجميع أحفاده ويمكن استخدامها كشخصية تعريفية لنوع أو مجموعة بمصطلحات علم الوراثة العرقي. ومن ثم ، فإن امتلاك الريش فريد من نوعه للطيور ويحدد جميع أعضاء طائفة الطيور. يُطلق على التواسم المشتق الذي يقتصر على نوع واحد اسم التواسم المشتق الذاتي (بالإنجليزية: Autapomorphy)‏. لا يمكنها وحدها تقديم أي معلومات حول العلاقات التطورية لهذا النوع، على الرغم من أنها يمكن أن تشير إلى درجة تباين الأنواع عن أقرب أقربائها. مثال على ذلك هو الكلام ، الذي يوجد فقط في البشر (الإنسان العاقل) وليس في الرئيسيات الأخرى.
يُطلق على التواسم المشتق الذي يتشاركه نوعان أو مجموعات أو أكثر اسم التواسم المشتق المتماثل (بالإنجليزية: Synapomorphy)‏. تحدد هذه السمات المجموعات أحادية النمط بدقة، أو الفروع الحيوية، التي تشكل أساس أنظمة التصنيف التفرعي الحيوي. 